# 熊賓
熊賓（?—?），字峻阁，河南省汝寧府商城縣人，清朝政治人物、進士出身。
光緒二十年（1894年），参加光緒甲午科殿試，登進士二甲119名。同年五月，以主事分部学习。光绪二十八年（1902年），擔任利川知县。